# リリアン・メイ・ミラー

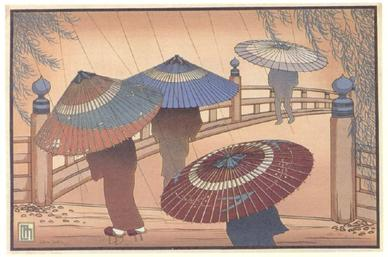
リリアン・メイ・ミラー作「Rain Blossoms」(1928)

リリアン・メイ・ミラー（Lilian May Miller、1895年7月20日-1943年1月11日）は、アメリカ合衆国の画家、版画家。

## 来歴
アメリカ人外交官の娘として東京に生まれた。親交のあった版画家のヘレン・ハイドの勧めにより、9歳の時から3年間、狩野友信に師事して日本画の筆法を学んだ後、12歳で歴史画を得意にしていた島田墨仙に水墨画、日本画を学び、「玉花」の号を与えられる。その後8年間アメリカで教育を受けてから、1917年に日本に戻り再度墨仙に師事。当時の墨仙は有望な者のみ入門を認めており、ミラーは口頭試験や筆法試験、素描提出などの課題を突破して再入門を果した。その技量は外国人ながら優れていたらしく、墨仙は後継者の二番手として指名するほどだったという。1920年頃から渡辺庄三郎の下で木版画を始め、同年日本の官展にも作品を出品、受賞したこともあった（未確認）。1927年、これまでに『ジャパン・アドヴァタイザー』紙に発表してきた詩をまとめて、自作の挿絵を付けた詩集『シナモン畑の草の葉』を東京にて出版した。
1929年、半年をアメリカで過ごし、木版画の展覧会、講演、実演を行っており、その時に朝鮮半島と日本を題材にした木版画45点をアメリカのワシントンなどにおいて展覧、ワシントンの個展会場では着物姿のミラーが5回にわたって木版画制作の実演をしている。ミラーの木版画には浮世絵の影響が強くみられ、また、彼女はソウル駐在アメリカ領事の長女として育ったため、景福宮の香遠亭（ヒャンウォンジョン）を見て韓国の美しさに関心を持ち、その後金剛山と大同江の黄布（ファンポ）ドッペといわれる、黄土で染めた帆をかけた伝統船や漢江の渡し場、農村風景、田舎の老父たちの日常の姿をスケッチと版画に収めていった。なお、この頃までに彼女の版画作品は、大英博物館、シカゴ美術館などに収蔵されている。
1930年からは京都に住んだ後、1936年、京都からハワイへ移住、筆と墨を使用して壁画、屏風、絵画の創作活動を行った。1938年、ホノルル版画家協会の第10回展に、水墨画と同じ効果の得られるリトチントという技法を用いて、竹を描いた版画を出品、ホノルルの新聞に取り上げられた。第二次世界大戦の最中は、ワシントンのアメリカ国防省において、抗日宣伝のために働いて1942年あるいは1943年に没したといわれている。
ミラーの木版画は、初期作品を除いては彫りも摺りも自ら行ったと伝えられており、前景に樹木や柱を大きく描く構図の取り方や、雲母摺り、黒色を使った地潰しの技法などに彼女がかつての浮世絵をよく研究していた成果がみてとれる。

## 作品
- 「帆船、夕日」　木版画　1920年
- 「漢江のオレンジ色の帆船、朝鮮」　木版画　1920年　ホノルル美術館所蔵
- 「深紅の靴」　木版画 1920年
- 「唐辛子の日干し、朝鮮」　木版画　1920年　ホノルル美術館所蔵
- 「月下の士大夫の家、朝鮮」　木版画　1923年
- 「金剛山の寺、朝鮮」　木版画　1928年　ホノルル美術館所蔵
- 「金剛山の秋、朝鮮」　木版画　1928年　ホノルル美術館所蔵
- 「金剛山の冬、朝鮮」　木版画　1928年　ホノルル美術館所蔵
- 「紅葉の滝」　木版画　1928年
- 「雨中の傘」　木版画　1928年
- 「使い走りの少年、東京（B)」　木版画　1928年
- 「夕映えの帆船、朝鮮」　木版画2枚組　1928年　ホノルル美術館所蔵
- 「日光の寺門、日本」　木版画　1928年　ホノルル美術館所蔵
- 「梅の盆栽、日本」　木版画　1928年　ホノルル美術館所蔵
- 「雪中の寺院の屋根（青）」　木版画　1934年　ホノルル美術館所蔵
- 「後姿の幼女」　木版画
- 「柳に雨」　木版画
- 「月下の南禅寺」　木版画　1941年　ホノルル美術館所蔵
- 「日光東照宮の鼓楼」　木版画　ホノルル美術館所蔵